# Ellis group
Ellis group is een Frans-Belgische stripreeks die begonnen is in juni 2007 met Sébastien Latour als schrijver en Werner Goelen als tekenaar.

## Albums
Alle albums zijn geschreven door Sébastien Latour, getekend door Werner Goelen en uitgegeven door Le Lombard.
| Nummer | Titel                  |
| ------ | ---------------------- |
| 1      | Lady Crown/Deep O'Neil |
| 2      | Sax                    |
| 3      | Sandmen                |

Lady Crown kreeg in 2008 een andere naam, namelijk Deep O'Neil.